# Нано-хамелеон
Нано-хамелеонът (Brookesia nana) е вид влечуго от семейство хамелеонови (Chamaeleonidae). Описан е през 2021 г. и може да е най-малкото влечуго в света.

## Разпространение и местообитание
Видът е ендемичен за северната част на остров Мадагаскар. Открит е от херпетолога Франк Глау и други немски изследователи през 2012 г. в тропическите гори на масива Сората в северната част на острова, но е описан за първи път през 2021 г. в Scientific Reports, след като е лежал потопен в алкохол в продължение на 8 години.
Вероятно видът е застрашен от изчезване и поради това изследователите предлагат да му се даде защитен статут и да се квалифицира като застрашен вид в съответствие с критериите на Червения списък на световнозастрашените видове.

## Описание
Това е най-малкият вид сред хамелеоните, с дължина под 3 cm. Подобно на други видове листови хамелеони, женските индивиди са с по-големи размери от мъжките. Дължината на торса на възрастен мъжки (от върха на муцуната до клоаката) е 13,5 mm, а общата дължина с опашката е 21,6 mm. Дължината на торса на възрастна женска е 19,2 mm, а общата дължина с опашката е 28,9 mm. До преди откриването на вида за най-малък хамелеон се считаше Brookesia micra с обща дължина на тялото и опашката – 22,2 mm (или 15,3 mm без опашката). Опашката е относително къса в сравнение с дължината на главата и тялото.
Основният цвят на мъжките е бледокафяв с малко по-светли, бежово оцветени петна по гърба, които се разширяват в четири неясно очертани ивици. В предната част на главата има бежово петно. Две тъмни ивици минават от долния край на окото до горната устна. Външните повърхности на предните и задните крайници са забележимо по-тъмни от тялото и покрити с кафяви и сиви петна. По клепачите има по-тъмни радиални ивици, а ирисът е тъмночервен.
Основният цвят на женските е кафяв, осеян с по-тъмни петна. Няма признаци на шарка, подобна на тази при мъжките.
За разлика от повечето други хамелеони, този вид не променя окраската си и не живее по дървета.